# Dole Food Company

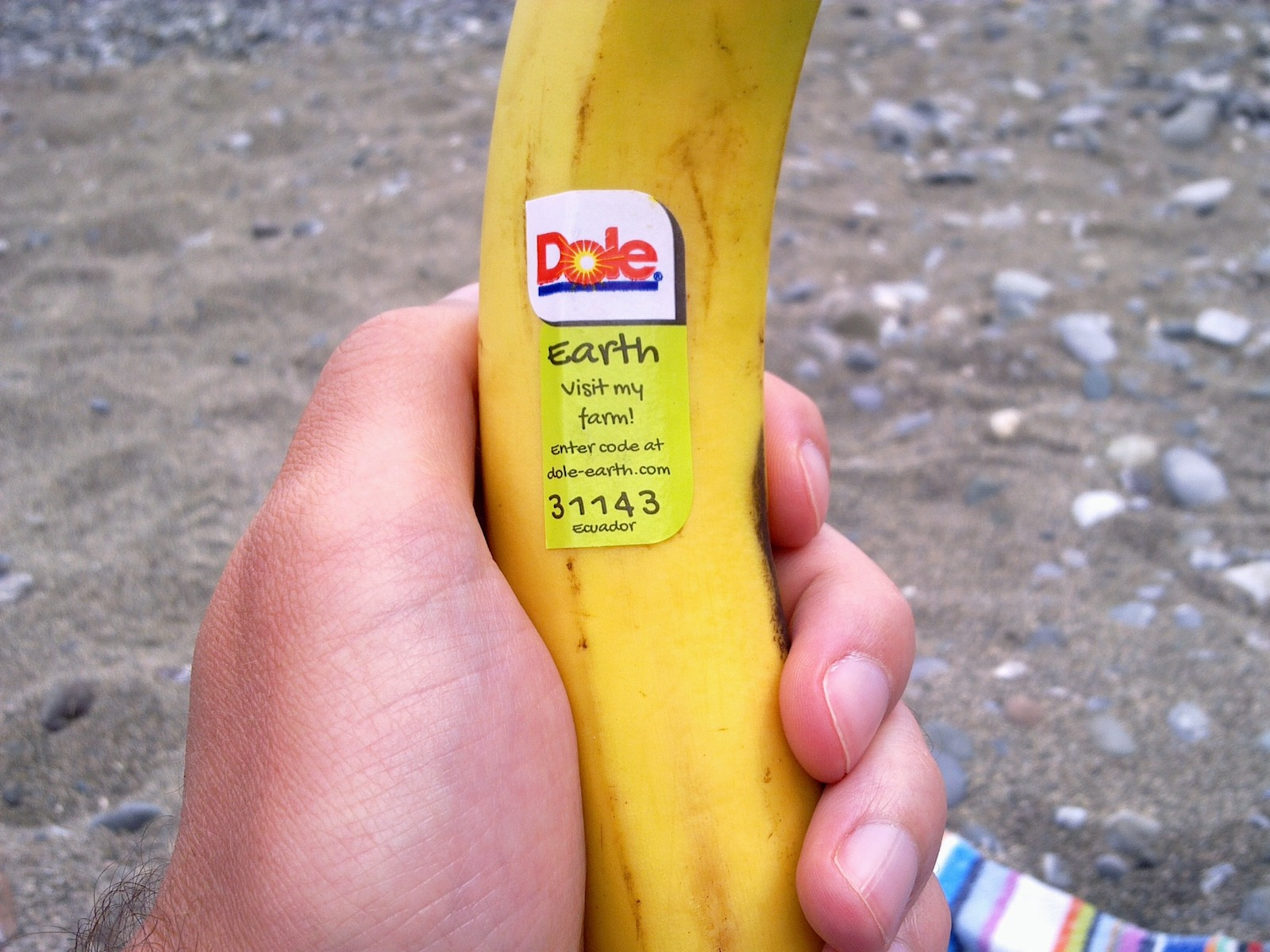
Sticker al companiei Dole lipit pe o banană

Dole Food Company este cel mai mare producător și distribuitor de fructe proaspete la nivel mondial, cu vânzări anuale de circa 7 miliarde de dolari.
În anul 2006 a înființat o subsidiară în Europa de Est, cu sediul în Cehia, care importă și distribuie fructe fabricate în America Latină și Africa pe piețele din Ungaria, Polonia, Slovacia și în țările baltice.

## Dole în România
În mai 2009, Dole a cumpărat compania Distrifrut - cel mai mare importator de fructe proaspete din România.
În prezent (aprilie 2010), Dole România are 85 de angajați și își desfășoară activitatea în cinci locații diferite din țară: București, Constanța, Ploiești, Cluj și Iași.
Compania beneficiază de un terminal de fructe complet în portul Agigea de la Marea Neagră, unde bananele sosite în principal din Ecuador sunt descărcate de pe navele Dole.